# Real Raiano Calcio a 5
L'Associazione Sportiva Dilettantistica Raiano Calcio a 5 è stata una società italiana di calcio a 5 fondata nel 1995 con sede Raiano.

## Storia
Al termine della stagione 2007-08, con 14 punti su 26 incontri, ha abbandonato la serie A2, retrocessa in serie B nazionale. Nel 2010 non presenta domanda di iscrizione al campionato di Serie B, cessando di fatto l'attività sportiva. Dopo un anno di inattività, alcuni ex giocatori decidono di rifondare la squadra con la denominazione Real Raiano Calcio a 5, ripartendo dalla Serie D provinciale, vinta al primo tentativo. Nel biennio seguente milita in Serie C2, ottenendo dei buoni piazzamenti che permettono il ripescaggio nel massimo campionato regionale. Nel giugno 2015 la società peligna dirama un comunicato attraverso la pagina ufficiale Facebook nel quale annuncia la rinuncia al campionato di Serie C1 e il contestuale scioglimento della squadra.

## Statistiche e record

### Partecipazioni ai campionati
| Livello | Categoria | Partecipazioni | Debutto   | Ultima stagione | Totale |
| ------- | --------- | -------------- | --------- | --------------- | ------ |
| 2°      | Serie A2  | 3              | 2005-2006 | 2007-2008       | 3      |
| 3°      | Serie B   | 4              | 2002-2003 | 2009-2010       | 4      |
| 4°      | Serie C   | 1              | 2001-2002 | 2001-2002       | 2      |
| 4°      | Serie C1  | 1              | 2014-2015 | 2014-2015       | 2      |
| 5°      | Serie C2  | 2              | 2012-2013 | 2013-2014       | 2      |
| 6°      | Serie D   | 1              | 2011-2012 | 2011-2012       | 1      |

## Stagione 2007-08

### Rosa
| N° | Naz.               | Ruolo      | Sportivo                | Anno |  |  |
| -- | ------------------ | ---------- | ----------------------- | ---- |  |  |
|    | Brasile (bandiera) | Laterale   | Vinicius Barrera        | 1989 |  |  |
|    | Italia (bandiera)  | Laterale   | Roberto Carrozzi        | 1987 |  |  |
|    | Italia (bandiera)  | Laterale   | Antonio Di Berardino    | 1987 |  |  |
|    | Italia (bandiera)  | Laterale   | Omar Ed Dioury          | 1988 |  |  |
|    | Brasile (bandiera) | Pivot      | Paulo Rogerio Fevereiro | 1982 |  |  |
|    | Brasile (bandiera) | Universale | Edinho                  | 1985 |  |  |
|    | Brasile (bandiera) | Portiere   | Adilson Matevi          | 1985 |  |  |
|    | Brasile (bandiera) | Pivot      | Walter Muoio            | 1985 |  |  |
|    | Italia (bandiera)  | Portiere   | Angelo Oddi             | 1989 |  |  |
|    | Brasile (bandiera) | Difensore  | Douglas Rotta           | 1987 |  |  |
|    | Italia (bandiera)  | Pivot      | Alessandro Ruscitti     | 979  |  |  |
|    | Brasile (bandiera) | Pivot      | André Siviero           | 1987 |  |  |
|    | Brasile (bandiera) | Difensore  | Paulinho                | 1983 |  |  |
|    | Brasile (bandiera) | Allenatore | Douglas Pierrotti       | -    |  |  |

### Organigramma
- Presidente: Michele Sabatini
- Allenatore: Douglas Pierrotti
- Addetto Stampa: Lorenzo Di Biase